# Včelár
Včelár je národní přírodní rezervace na Slovensku v katastrálním území obce Obyce v okrese Zlaté Moravce v Nitranském kraji. Území bylo vyhlášeno v roce 1983 a má rozlohu 8,76 hektaru. Předmětem ochrany jsou suchomilná a teplomilná rostlinná a živočišná společenstva skalních lesostepí.